# Claus Wunderlich (Diplomat)
Claus Wunderlich (* 26. September 1951 in Köln; † 23. Februar 2012 in Frankfurt am Main) war ein deutscher Diplomat.

## Leben
Nach dem Abitur leistete Wunderlich zwischen 1970 und 1972 seinen Wehrdienst bei der Bundeswehr und absolvierte anschließend ein Studium der Politikwissenschaften, Anglistik und Amerikanistik. Nach dem Ersten Staatsexamen 1978 befand er sich zwischen 1979 und 1981 im Referendariat und trat nach dem Zweiten Staatsexamen 1982 in den Auswärtigen Dienst ein.
Nach dem Ablegen der Laufbahnprüfung fand er zunächst 1984 für kurze Zeit Verwendung an der Botschaft im Libanon und dann von 1984 bis 1987 bei der Ständigen Vertretung bei den Internationalen Organisationen in Genf. Nach einer darauf folgenden Tätigkeit im Pressereferat im Auswärtigen Amt in Bonn, war er zwischen 1990 und 1993 Mitarbeiter an der Botschaft in den Vereinigten Staaten und danach bis 1996 stellvertretender Leiter des Büros der Staatssekretäre im Auswärtigen Amt.
1996 kehrte er als Mitarbeiter an die Botschaft in den USA zurück, ehe er danach von 2001 bis 2005 Referatsleiter im Bundeskanzleramt war. Daraufhin wurde er Ständiger Vertreter des Leiters der Ständigen Vertretung bei der NATO in Brüssel und damit engster Mitarbeiter von Rüdiger Reyels, Edmund Duckwitz und Ulrich Brandenburg, die nacheinander in den Jahren 2003 bis 2010 Leiter der Ständigen Vertretung waren. Danach war er von 2008 bis 2011 Stellvertreter des Beauftragten der Bundesregierung für Abrüstung und Rüstungskontrolle.
Seit 2011 war Claus Wunderlich Nachfolger von Rolf Peter Gottfried Schulze als Botschafter in Vietnam, während Schulze Botschafter in Thailand wurde.
Am 23. Februar 2012 verstarb Wunderlich plötzlich und unerwartet im Alter von 60 Jahren.